# 永遠の昨日
『永遠の昨日』（えいえんのきのう）は、榎田尤利による日本の小説。2002年2月にCROSS NOVELS（笠倉出版社）にて刊行、2010年11月に花丸ノベルズ（白泉社）にて再度刊行された作品を大幅に改稿し、角川文庫より2022年3月23日に刊行された。
正反対の性格ながらもお互いに惹かれ合う高校の同級生の浩一と満。交通事故に遭ってしまい「生きている死体」となった浩一が少しずつ消えてしまうまでの限りある時を満とともに、懸命に生きていく姿を描く。
毎日放送の「ドラマシャワー」枠にてテレビドラマ化され、2022年10月21日（20日深夜）から12月9日（8日深夜）まで放送された。
『永遠の昨日 完全版』が2023年4月14日（13日深夜）から、毎日放送の「ドラマシャワー」枠の継続決定記念に同枠で放送された。

## あらすじ
クラスの人気者の高校生・山田浩一と同級生の人付き合いの苦手な青海満。ふたりは互いに心を通わせ合っている。
しかし、冬の日の早朝、満と一緒に登校中だった浩一は歩道に突っ込んできたトラックにはねられて宙に舞う。満が駆け寄ると一面の雪の上に投げ出され、全身大怪我で倒れ込んでいた浩一が何もなかったように動き出す。
脈も鼓動もなく「生きている」死体となっている浩一だが、満は浩一の普通の高校生活を守りたいと考え、クラス委員長やクラスメイトに協力を呼びかける。最初は普通に動いて話もできる浩一にクラスメイトや教師は、ほとんど違和感も持たずに普通に接していた。
しかし、月日の経過とともに浩一との接点が少ない者から徐々に浩一の姿が見えなくなり、忘れ去っていく。そんな状況に逆らうように、浩一と満は限りある時間を惹かれ合い懸命に生きていく。

## 登場人物

### 主要人物
山田浩一（やまだ こういち）
17歳。高校生。バスケ部所属。陽気でクラスの人気者だが、成績は良くない。
満と登校中に歩道に突っ込んできたトラックにはねられ、「生きている死体」となってしまう。
歳の離れた妹と弟がおり、家族の仲はとても良く、揃って満を「みっちゃん」と呼び大事に思っている。
青海満（おうみ みつる）
浩一のクラスメイト。ずば抜けて成績が良く、綺麗な顔立ちだが無愛想で人付き合いは苦手。
交通事故に遭ってしまい、不可思議な状態になってしまった浩一を守ろうと懸命になる。
鏡屋寿美子（かがみや すみこ）
クラスメイト。日本人形みたいに切りそろえた前髪と大きな黒目が印象的。実家が神社 で巫女をしており、代々霊感の強い家系。
浩一の状況を「触れる『鬼』」と言い、封印をして浩一の動きを封じてみたり、「鬼」となった理由を探ろうとする。
橋本郁美（はしもと いくみ）
明るく人懐っこい性格。無口で無表情な鏡屋とは対照的だが、いつも鏡屋と行動を共にしている。
クラス委員長
クラスメイト。黒縁眼鏡がトレードマーク。浩一のことに親身になってくれる。
小河雅彦（おがわ まさひこ）
30代後半。クラス担任で現代文の教師。線が細く真面目で穏やかな性格。
生徒からは「オガちゃん」と呼ばれる。玉置とは恋愛関係。
玉置（たまき）
生物学の教師。クラスの副担任。飄々として威圧感がない。
イケメンで女子からは人気。生徒からは「タマちゃん」と呼ばれる。

### 浩一の家族
浩一の母
明るく優しい母。妊婦。美味しい食事を作ってくれる。
山田渚
浩一の妹。9歳。湊とともに満にすごく懐いている。
山田湊
浩一の弟。5歳。幼稚園児。

### 青海総合病院
香住遥（かすみ はるか）
内科医。既婚者で院長と秘密の不倫関係にある。後に前夫と離婚し、満の継母となる。
満に内密に浩一の診察を頼み込まれ、医学を根底から覆す浩一の「生きている死体」の状況に困惑する。
満には身体が腐敗しない理由は死んだ時のまま静止状態にあるからではないかと告げる。
青海敏郎（おうみ としろう）
院長。満の父親。親子間の会話はほとんどないが満のことを大事に思っている。
満が8歳の時に妻が亡くなっているが、敏郎と満の側にしばらく浩一と同じような状態で留まっていたことを話している。

### その他
トラックの運転手
浩一をはねたトラックの運転手。
慌てて救急車を呼ぼうとするが、浩一が捻れた頭を強引にぐるんと正しい位置に修正するのを見て気絶する。

## 書誌情報
- 榎田尤利『永遠の昨日』〈CROSS NOVELS〉（笠倉出版社）、2002年2月1日発売、ISBN 978-4-7730-0250-8
- 榎田尤利『永遠の昨日』〈花丸ノベルズ〉（白泉社）、2010年11月1日発売、ISBN 978-4-592-86273-4
- 榎田尤利『永遠の昨日』（角川文庫）、2022年3月23日発売、ISBN 978-4-04-111967-9

## テレビドラマ
2022年10月21日（20日深夜）から12月9日（8日深夜）まで毎日放送の「ドラマシャワー」枠で放送された。主演は小宮璃央と井上想良。
2023年4月14日（13日深夜）から、毎日放送の「ドラマシャワー」枠の継続が決定されたことを記念して、監督の小林啓一が未公開映像を含めて再編集した『永遠の昨日 完全版』が同枠で放送された。

### キャスト（テレビドラマ）

#### 主要人物
山田浩一（やまだ こういち）
演 - 小宮璃央
高校生。バスケ部所属。陽気でクラスの人気者。満と登校中にトラックにはねられてしまう。
青海満（おうみ みつる）
演 - 井上想良
浩一のクラスメイト。秀才だが人付き合いは苦手。
交通事故に遭ってしまい、不思議な状態になってしまった浩一を守ろうと懸命になる。

#### 榎田高校
鏡屋寿美子（かがみや すみこ）
演 - 大友花恋
浩一と満のクラスメイト。実家が神社で巫女をしている。浩一の状況を解明しようとする。
橋本郁美（はしもと いくみ）
演 - 鳴海唯
明るく人懐っこい性格で、クラスのムードメーカー。
クラス委員長
演 - 新原泰佑
黒縁眼鏡をかけている。浩一のことに親身になってくれる。
小河雅彦（おがわ まさひこ）
演 - 中村優一
クラス担任で現代文の教師。真面目で穏やかな性格。
玉置（たまき）
演 - 朝井大智
生物学の教師。隣のクラスの担任。

#### 浩一の家族
浩一の母
演 - 北原里英
明るく優しい母。家族揃って満のことを「みっちゃん」と呼ぶ。
山田渚
演 - 田中乃愛　
浩一の妹。湊とともに満に懐いている。
山田湊
演 - 吉本凪沙
浩一の弟。幼稚園児。

#### 青海総合病院
香住遥
演 - 小林涼子
内科医。院長と不倫関係にある。満の良き協力者でもある。
青海敏郎
演 - 松村雄基
院長。満の父親だが、親子間の会話はほとんどない。

#### ゲスト

##### 第1話
赤木
演 - 中川勝就（OWV）
バスケ部員。雨の中を浩一たちと校舎の昇降口へ駆け込んでくる。
小暮
演 - 佐野文哉（OWV）　
バスケ部員。
三井
演 - 八田大翔
バスケ部員。
クラスメイト
演 - 藤田賢司朗
テストのヤマが外れたと満に文句を言いに来るが、浩一が満をガードしたため、諦めて帰って行く。
満の母
演 - 島村みやこ（写真）

##### 第2話
トラックの運転手
演 - 水野智則
浩一をはねたトラックの運転手。慌てて救急車を呼ぼうとする。
病院の受付
演 - 夕帆
青海総合病院の受付の女性。

##### 第6話
片岡大介
演 - 植村颯太
バスケ部員。先日の試合のDVDを浩一に届けに来るが、浩一の姿が見えないため、満に託す。
田代
演 - 八重澤ひとみ
青海総合病院の外来師長。浩一と一緒にいる満に話しかけるが、浩一の姿は見えていない。

##### 第7話
浩一の父親
演 - 石田佳央

### スタッフ
- 原作 - 榎田尤利『永遠の昨日』（角川文庫 / KADOKAWA刊）
- 監督・脚本 - 小林啓一
- 音楽 - 坂東邑真
- オープニング主題歌 - Ayumu Imazu「Sunshower」（Warner Music Japan）[5]
- エンディング主題歌 - 久保あおい「遠い夏の日」（premium sound production）[5]
- 撮影協力 - 千葉県立沼南高等学校、流山市立南流山中学校
- 企画・プロデュース - KADOKAWA
- 制作プロダクション - ヒューマックスシネマ
- 協力プロダクション - NeedyGreedy
- 製作 - 「永遠の昨日」製作委員会、毎日放送

### 放送日程

#### 永遠の昨日
| 話数   | 放送日         |
| ------ | -------------- |
| 第1話  | 2022年10月21日 |
| 第2話  | 10月28日       |
| 第3話  | 11月04日       |
| 第4話  | 11月11日       |
| 第5話  | 11月18日       |
| 第6話  | 11月25日       |
| 第7話  | 12月02日       |
| 最終話 | 12月09日       |

#### 永遠の昨日 完全版
| 話数   | 放送日        |
| ------ | ------------- |
| 第1話  | 2023年4月14日 |
| 第2話  | 4月21日       |
| 第3話  | 4月28日       |
| 第4話  | 5月05日       |
| 第5話  | 5月12日       |
| 第6話  | 5月19日       |
| 第7話  | 5月26日       |
| 最終話 | 6月09日       |

### 放送局

#### 永遠の昨日
| 放送期間                  | 放送時間                     | 放送局       | 対象地域   | 備考           |
| ------------------------- | ---------------------------- | ------------ | ---------- | -------------- |
| 2022年10月21日 - 12月9日  | 金曜 1:00 - 1:30（木曜深夜） | テレビ神奈川 | 神奈川県   | 20分先行放送。 |
|                           | 金曜 1:20 - 1:50（木曜深夜） | 毎日放送     | 近畿広域圏 | 製作局         |
| 2022年10月26日 - 12月14日 | 水曜 0:30 - 1:00（火曜深夜） | 群馬テレビ   | 群馬県     |                |
| 2022年10月27日 - 12月15日 | 木曜 1:00 - 1:30（水曜深夜） | とちぎテレビ | 栃木県     |                |
|                           | 木曜 23:00 - 23:30           | テレビ埼玉   | 埼玉県     |                |
|                           |                              | 千葉テレビ   | 千葉県     |                |
| 2023年1月15日 -           | 日曜 23:00 - 翌0:00          | LaLa TV      | CS放送     |                |

### 永遠の昨日 完全版
| 放送期間               | 放送時間                     | 放送局       | 対象地域   | 備考           |
| ---------------------- | ---------------------------- | ------------ | ---------- | -------------- |
| 2023年4月14日 - 6月9日 | 金曜 1:00 - 1:30（木曜深夜） | テレビ神奈川 | 神奈川県   | 29分先行放送。 |
|                        | 金曜 1:29 - 1:59（木曜深夜） | 毎日放送     | 近畿広域圏 | 製作局         |
| 2023年4月19日 -        | 水曜 0:30 - 1:00（火曜深夜） | 群馬テレビ   | 群馬県     |                |
| 2023年4月20日 -        | 木曜 1:00 - 1:30（水曜深夜） | とちぎテレビ | 栃木県     |                |
|                        | 木曜 23:00 - 23:30           | テレビ埼玉   | 埼玉県     |                |
|                        |                              | 千葉テレビ   | 千葉県     |                |

| 毎日放送 ドラマシャワー | 毎日放送 ドラマシャワー | 毎日放送 ドラマシャワー |
| 前番組                  | 番組名                  | 次番組                  |
| ----------------------- | ----------------------- | ----------------------- |
| 高良くんと天城くん      | 永遠の昨日              | 飴色パラドックス        |
| ジャックフロスト        | 永遠の昨日 完全版       | 4月の東京は…            |